# Камарг (региональный природный парк)
Камарг (фр. Parc naturel régional de Camargue) — региональный природный парк, расположенный на юге Франции, к западу от региона Прованс — Альпы — Лазурный Берег. Создан 25 сентября 1970 года для защиты водно-болотных угодий и прилегающей морской зоны. Включает в себя бо́льшую часть местности Камарг в дельте реки Роны. Площадь — 856,9 км², из них на морскую территорию приходится 343 км². Высота над уровнем моря колеблется от 0 до 4 метров. Камарг является объектом Всемирного наследия ЮНЕСКО.
Природа представлена водно-болотными угодьями, засоленными степями, пляжами, песчаными дюнами, лагунами и жестколистными лесами. 
Орнитофауна включает 272 вида птиц. Камарг — единственное место в Европе, где гнездятся розовые фламинго. Здесь также обитают крачки, цапли, выпи, осоеды.
Численность населения парка составляет 50 человек. Летом 1997 года Камарг посетило 80,5 тысячи туристов. Местные жители в основном заняты в сельском хозяйстве (выращивании риса, разведении быков и лошадей), добыче соли, рыболовстве и туризме.
- Фламинго
- Канал
- Рисовое поле
- Закат на пляже
- Пруд Репауссет Левант
- Местность возле озера Ваккарес